# Gondang (Subah)
Gondang is een bestuurslaag in het regentschap Batang van de provincie Midden-Java, Indonesië. Gondang telt 4284 inwoners (volkstelling 2010).